# Working Live - Volume 3
Working Live - Volume 3 è il quarto (e ultimo) album del batterista britannico Carl Palmer, il terzo da solista e dal vivo, pubblicato dalla Eagle Records (catalogo ER202012) nel 2010.

## Descrizione
(C. Palmer)
L'album è il terzo capitolo di una serie in cui il batterista Carl Palmer, con la sua band, reinventa il lavoro delle sue band precedenti. Il trio di Palmer rivista alcuni brani famosi come Peter Gunn, Nutrocker e Pictures at an Exhibition. Palmer e i suoi musicisti infondono a questi brani una fluida diversità musicale che spazia, dall'improvvisazione jazz alla chitarra solista stilizzata, linee di basso funk, melodie classiche e tagli hard rock. Working Live - Volume 3 va oltre il titolo di "album dal vivo": è un'esperienza di ascolto.

## Tracce
1. Peter Gunn – 4:15 (musica: Henry Mancini)
2. Romeo and Juliet – 3:20 (musica: Sergej Prokof'ev)
3. Pictures at an Exhibition – 22:15 (musica: Modest Musorgskij)
4. Bitches Crystal – 4:05 (musica: Keith Emerson)
5. Nutrocker – 2:45 (musica: K. Fowley - P. Čajkovskij)
6. In a Moroccan Market – 8:41 (musica: Carl Palmer)

## Musicisti
- Carl Palmer – batteria
- Stuart Clayton – basso
- Paul Bielatowicz – chitarra